# Promin, Skadovsk
Promin (în ucraineană Промінь) este un sat în comuna Mîhailivka din raionul Skadovsk, regiunea Herson, Ucraina.

## Demografie
Componența lingvistică a localității Promin
     Ucraineană (97,71%)
     Rusă (2,29%)
Conform recensământului din 2001, majoritatea populației localității Promin era vorbitoare de ucraineană (97,71%), existând în minoritate și vorbitori de rusă (2,29%).